# 津浦铁路抗战殉难员工纪念碑
津浦铁路抗战殉难员工纪念碑位于中国江苏省徐州市南郊、云龙区云龙山主山第一节山北坡，由程贵设计建造于1947年5月，以纪念抗日战争时期津浦铁路徐州、济南、浦口机务段为抢运物资南撤、遣送难民而殉难的186名铁路职工，现为1995年重修。
该碑采用三角形锥体，上以铁质重檐六角亭覆盖，碑亭顶上原设有火车头形式的风向标，碑身正面面向西南，意为献身殉难于西南各地，上刻“中华民国三十五年彀旦，津浦铁路殉难员工纪念碑，陳舜畊题”，正面偏南一侧刻有沈文泗所撰碑文，记载事件的经历及立碑的意义，另一侧刻以殉难员工的姓名和职务，此方向正对子房山脚下的徐州机务段机车库房，寓意魂兮归来。原在亭东偏西处立有黄铜镌刻阴文书跋文一篇，以记载建亭的由来，1958年后遗失。